# Butoiești
Butoiești è un comune della Romania di 3368 abitanti, ubicato nel distretto di Mehedinți, nella regione storica dell'Oltenia. 
Il comune è formato dall'unione di 8 villaggi: Arginești, Butoiești, Buicești, Gura Motrului, Jugastru, Pluta, Răduțești, Țânțaru.
Monumento di una certa importanza è la chiesa lignea di Butoiești, costruita nel 1821; si tratta di una piccola chiesa di campagna circondata da un piccolo cimitero, situata ai margini dell'abitato.

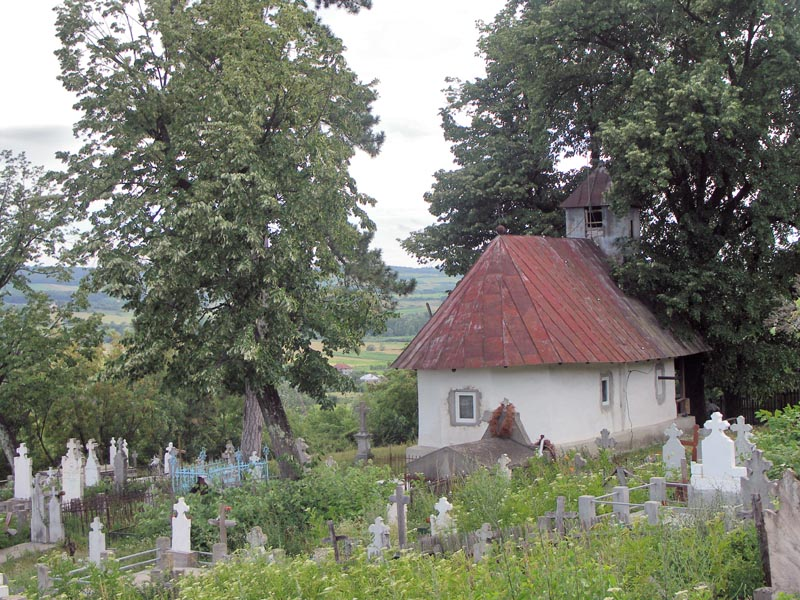
La chiesa lignea
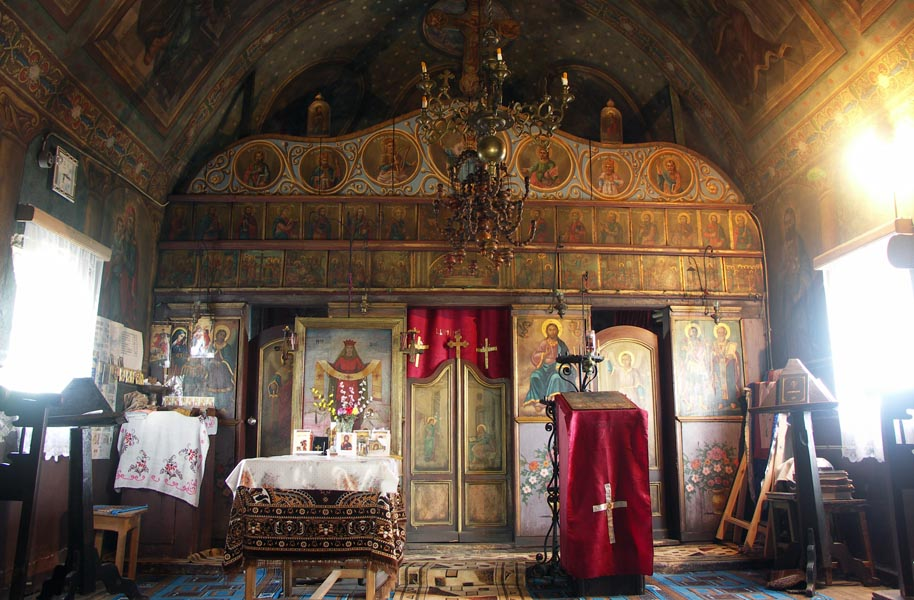
L'interno della chiesa

Butoiești ha dato i natali al filosofo, psicologo, drammaturgo e uomo politico Constantin Rădulescu-Motru (1868-1957), considerato una figura di rilievo della cultura romena della prima metà del XX secolo.

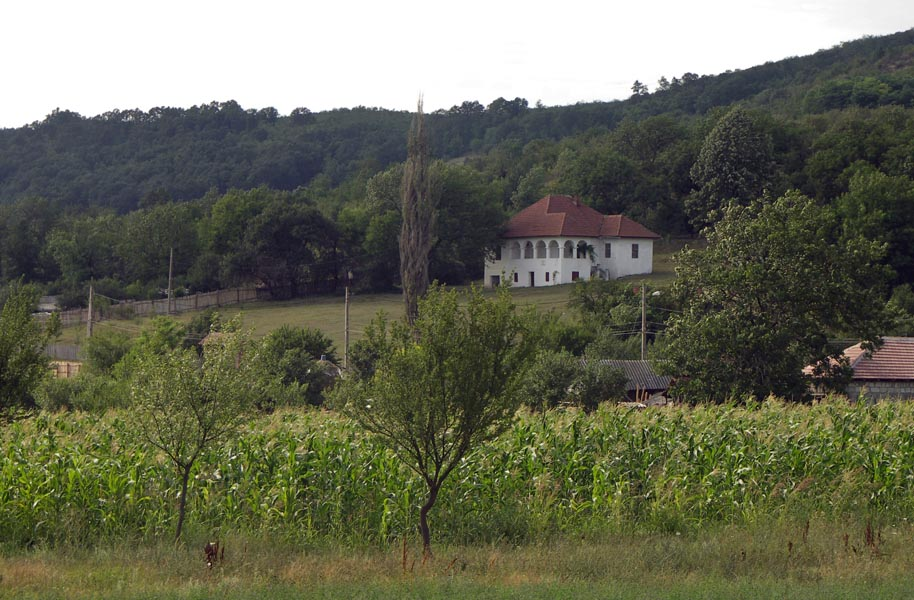
La casa-museo di C. Rădulescu-Motru